# Anastasia Nichita
Anastasia Nichita (født 19. februar 1999) er en moldovsk bryder, som konkurrerer i fri stil.
Hun repræsenterede Moldova under sommer-OL 2020 i Tokyo, hvor hun blev udslået i kvartfinalen.
Under Sommer-OL 2024 som blev afholdt i Paris, vandt hun sølv.